# Przedsiębiorstwo Komunikacji Samochodowej w Leżajsku

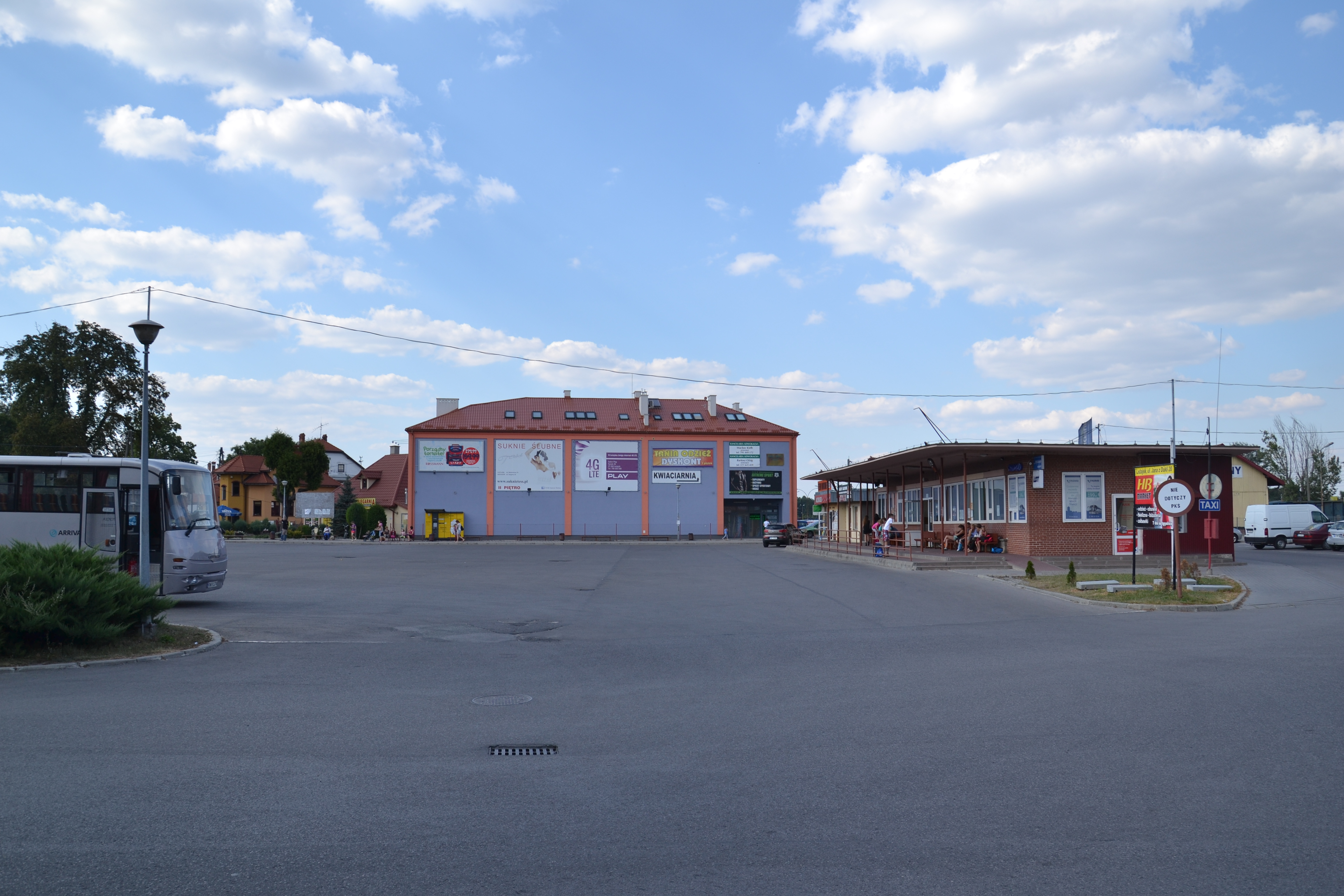

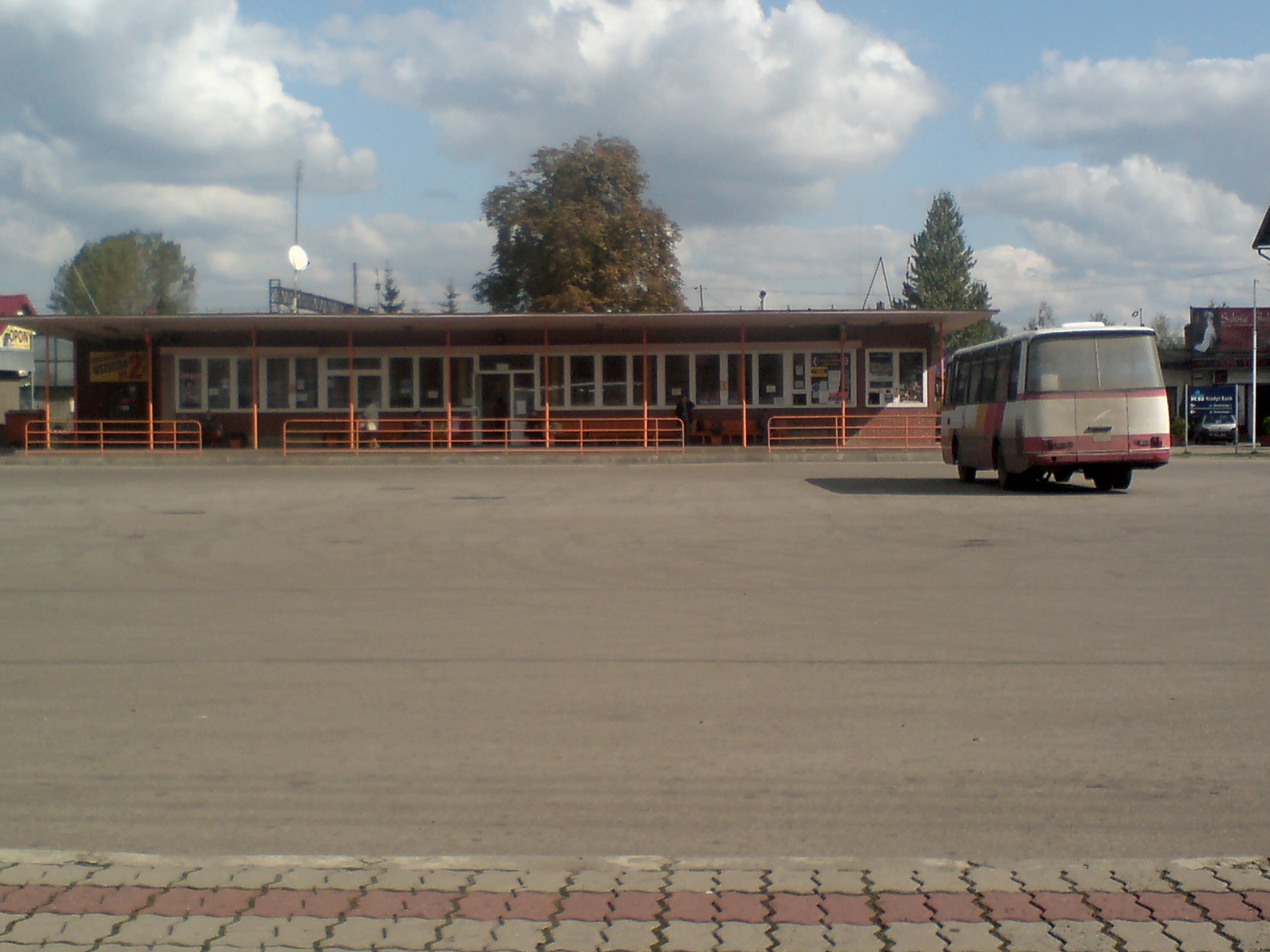

PKS Leżajsk (Przedsiębiorstwo Komunikacji Samochodowej w Leżajsku) – przedsiębiorstwo obsługujące transport zbiorowy na terenie powiatów leżajskiego i łańcuckiego.

## Historia
Powstał pod koniec lat 50 jako placówka PKS Jarosław i początkowo zajmował się przewozem towarów masowych. W 1962 oficjalnie otwarto Placówkę Terenową przy ul. 11 Listopada. W 1969 powstał funkcjonujący do dzisiaj dworzec autobusowy (przedtem funkcję dworca pełnił rynek). W latach 70. nastąpiła zmiana szyldu na PKS Łańcut. W 1998 przeniesiono bazę PKS na ul. Nad Stojadłem. 1 stycznia 1999 powstał PPKS Leżajsk, a 1 lipca 2002 – PKS Leżajsk Sp. z o.o.

## Sieć połączeń
Pod koniec lat 40. uruchomiono kursy do Rzeszowa, a w 1962 – do Biłgoraja.